# Cesarina Ricci de Tingoli
Cesarina Ricci de Tingoli, född 1573 i Cingoli, levde 1597, var en italiensk musiker. 
Hon utgav 1597 i Venedig en komposition på tjugo madrigaler, Il Primo libro de madrigali a cinque voci, con un dialogo a otto novamente composti & dati in luce.